# Trichoxys rubripes
Trichoxys rubripes är en skalbaggsart som först beskrevs av White 1855.  Trichoxys rubripes ingår i släktet Trichoxys och familjen långhorningar. Inga underarter finns listade i Catalogue of Life.